# El Manzanar
El Manzanar es una entidad rural de la Comuna y Provincia de Quillota, dentro de la Región de Valparaíso. Pertenece al Sector de Manzanar y está ubicada a 12 km de Quillota, (Ciudad más cercana), esta en la ribera del Río Aconcagua y es conectada por la Ruta F-360. Su población según el Instituto Nacional de Estadísticas es de 171 habitantes, siendo categorizada como una Aldea.

## Geografía
El terreno que compone a El Manzanar está compuesto por tierra sedimentada y volcánica, además de contar con mucho relieves a su al rededor, un ejemplo es el Cerro Mauco, además, es cercano al Río Aconcagua ayudándole en sus actividades, siendo un sector agrícola

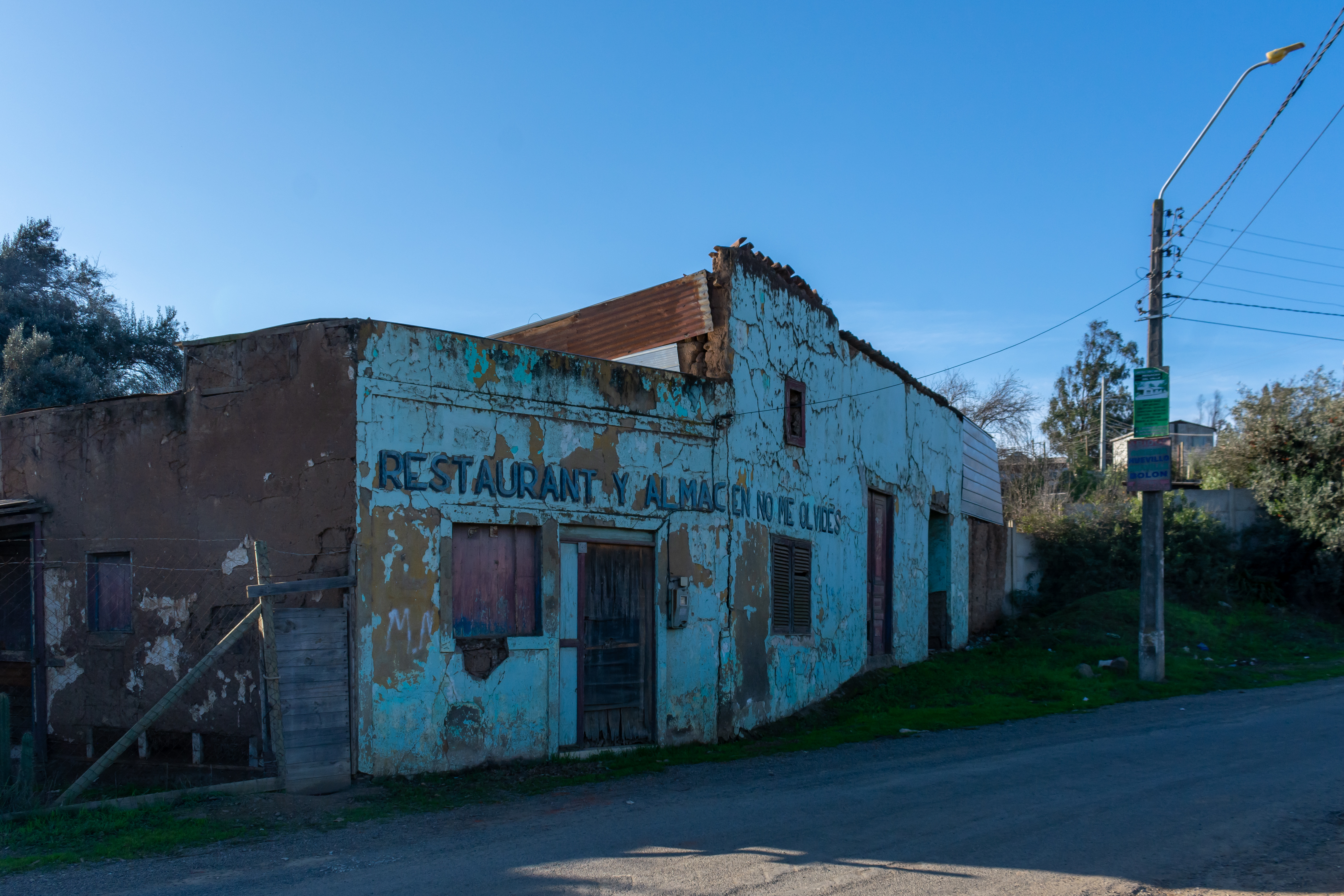
Restaurant abandonado ubicado en El Manzanar

## Actividades
El Manzanar se caracteriza por ser un territorio agrícola, aprovechando su capacidad geográfica.